# Todd Terry
Todd Norton Terry (Brooklyn, 18 aprile 1967) è un disc jockey statunitense e produttore internazionale di musica house.

## Biografia
Cresciuto a New York, cominciò a fare il dj nei jam di musica hip hop all'inizio degli anni ottanta. Negli anni a seguire suonerà in alcune note discoteche newyorkersi come il Paradise Garage dove assieme a diversi dj come Larry Levan sarà tra i primi esponenti della musica house di New York.
Nella seconda metà degli anni ottanta la sua attività si infittì e il suo sound era particolarmente identificabile perché miscelava la house con i suoni latini delle tastiere freestyle, iniziando a pubblicare singoli dal 1988. Tra gli anni ottanta e i primi novanta produsse brani diventati classici della musica house come Can You Party, Party People, A Day in the Life e Bango (To the Batmobile). Nello stesso anno uscirà il vinile The Royal House Album. Successivamente, nell'autunno del 1988 produsse I'll House You dei Jungle Brothers. Nello stesso periodo (1988-1989), il suo disco Weekend/Just Wanna Dance arrivò in cima alle classifiche da discoteca di tutto il mondo. La canzone originale risaliva al 1978 ed era stata prodotta da un gruppo afroamericano che si chiamava Phreek. Le cantanti del gruppo, nel 1983, si unirono a Larry Levan con il nuovo nome di Class Action e decisero di produrre la seconda versione di Weekend. Un ulteriore remix uscì nel 1986 (Mid Week Version). Nel 1988 le Class Action realizzarono questa quarta versione del brano con la parte musicale arrangiata, appunto, da Todd Terry. Nel corso degli anni la versione di Todd Terry di Weekend sembra essere diventata la più popolare tra quelle prodotte.
Negli anni novanta Todd Terry continuerà ad avere successo nell'ambito della musica da club grazie ad alcuni dischi come Jumpin (1994), Keep On Jumpin (1995) e Something Going On (1997). Le ultime due canzoni sono arrivate al primo posto della classifica statunitense Billboard US Hot Dance Music/Club Play ed erano cantate da Jocelyn Brown.
Ottenne un notevole successo nel 1995, quando il suo remix del brano Missing lo portò a farsi conoscere anche negli ambienti della musica pop. Ha ricevuta una canditatura ai Grammy Awards nel 1998 nella categoria Grammy Award alla miglior composizione remixata, non classica.
Nel 2001 torna col progetto Gypsymen. Ancora una volta miscela musica house e musica latina. La hit Babarabatiri diventerà molto popolare in Europa. Seguirà il follow-up Camarera (2002).
Nel 2004 la sua canzone Weekend farà parte del soundtrack del popolare videogioco per PlayStation 2 Gta San Andreas.

## Discografia

### Album in studio
- 1997 - Ready for a New Day (Logic Records, Manifesto Records)

### EP
- 2020 - Just Drums (Freeze Records)

### Singoli
- 1988 - Party People
- 1988 - Can You Party
- 1988 - Bango (To the Batmobile) / Back to the Beat
- 1988 - Just Wanna Dance / Weekend
- 1989 - The Circus
- 1989 - Check This Out
- 1989 - Yeah Buddy
- 1989 - A Better Way (feat. Ian Star)
- 1989 - Get Funky
- 1992 - Hear the Music
- 1995 - Back from the Dead
- 1995 - Missing (Todd Terry Club Mix) (con gli Everything but the Girl)
- 1995 - Weekend '95
- 1995 - A Day in the Life
- 1996 - Just Take That Move (feat. Tonya Wynne)
- 1996 - Driving (Todd Terry Remix) (con gli Everything but the Girl)
- 1996 - Keep on Jumpin' (feat. Martha Wash & Jocelyn Brown)
- 1997 - Something Goin' On (feat. Martha Wash & Jocelyn Brown)
- 1997 - It's Over Love (feat. Shannon)
- 1998 - Reach Out Preacher (feat. Roland Clark)
- 1998 - Ready for a New Day (feat. Martha Was)
- 1998 - Can You Feel It 98 (come CLS)
- 1999 - Let It Ride
- 2001 - Raining / Enough Is Enough
- 2018 - DJs Gonna Dance More (con A-Trak)
- 2018 - Figure of Jazz (con Junior Sanchez)
- 2019 - The Freak Show
- 2019 - Substance
- 2019 - Underground World (feat. Serena Faider)
- 2019 - Gipsy Dance (feat. House of Gipsies)
- 2019 - Dimension
- 2019 - Go House
- 2019 - Close (feat. Nell Shakespeare)
- 2019 - You Get Down
- 2020 - Reaction
- 2020 - Get It Right
- 2020 - All of Me (con TobTok e Richard Judge feat. Oliver Nelson)
- 2020 - Da Bango (2020)
- 2020 - The Rimm
- 2020 - Jack the Tek (con Alexander Technique)
- 2020 - Break Down
- 2020 - Don't Think It's Over (con James Hurr e Adam Griffin)
- 2020 - Shake
- 2020 - Black Again
- 2020 - New Batta (con James Hurr e Adam Griffin)

- 2020 - Keep Pumping It Up (con Louie Vega e D'borah)
- 2020 - Magin (con T.Parry feat. Ant Thomaz)
- 2020 - Choose Life (con T.Parry feat. Ant Thomaz)
- 2020 - Set It Off (feat. CLS)
- 2020 - House Is Back
- 2020 - You Don't Know Me (con Jay Potter e Dancing Divaz feat. Rowetta)
- 2020 - Get Freaky (con Tcts)
- 2020 - All That I Got (con Robin S.)
- 2020 - Assid Shake (con Alexander Technique feat. Jasmine Nanhekhan)
- 2020 - Jammin

## Premi e riconoscimenti

### Candidature
1998
- Grammy Award nella categoria Grammy Award alla miglior composizione remixata, non classica.[3]